# (269614) 2010 DU52
(269614) 2010 DU52 es un asteroide perteneciente al cinturón de asteroides, descubierto el 22 de febrero de 2010 por Wide-field Infrared Survey Explorer desde el telescopio espacial Wide-Field Infrared Survey Explorer (WISE), Estados Unidos.

## Designación y nombre
Designado provisionalmente como 2010 DU52.  

## Características orbitales
2010 DU52 está situado a una distancia media del Sol de 3,153 ua, pudiendo alejarse hasta 3,323 ua y acercarse hasta 2,984 ua. Su excentricidad es 0,054 y la inclinación orbital 13,885 grados. Emplea 2045,31 días en completar una órbita alrededor del Sol.
Los próximos acercamientos a la órbita de Júpiter ocurrirán el 2 de noviembre de 2034, el 18 de junio de 2045 y el 6 de noviembre de 2140.

## Características físicas
La magnitud absoluta de 2010 DU52 es 15,85. Tiene 4,673 km de diámetro y su albedo se estima en 0,039.